# Wilebaldo Solano
Wilebaldo Solano Alonso (Burgos; 7 de julio de 1916-Barcelona; 7 de septiembre de 2010) fue un político y periodista comunista español, dirigente de la Juventud Comunista Ibérica y del Partido Obrero de Unificación Marxista (POUM).

## Biografía

### Juventud
Solano completó sus estudios de secundaria en el Instituto Balmes de Barcelona. Se distinguió como dirigente del movimiento estudiantil, organizando el primer grupo estudiantil de su instituto durante la caída del poder del General Miguel Primo de Rivera, y más tarde como fundador de la Federació Nacional d'Estudiants de Catalunya. Posteriormente estudió medicina en la Universidad Autónoma de Barcelona.
En 1932 se afilió al ala juvenil del Bloque Obrero y Campesino (BOC), una organización marxista en aquel tiempo influida por la Oposición de derecha soviética y liderada por Joaquín Maurín, con una gran presencia en Cataluña. Solano comenzó a organizar la Asociación de Estudiantes Revolucionarios de Barcelona. Posteriormente fue elegido miembro del Comité Ejecutivo de la Juventud del BOC e inició su carrera periodística en Adelante, un periódico dirigido por el propio Maurín.

### Guerra Civil
Sucedió en 1936 a Germinal Vidal como secretario general de la Juventud Comunista Ibérica (JCI), organización vinculada al recién nacido POUM, y fue enviado a Valencia como delegado del Comité Ejecutivo del partido, donde ayudó a fundar el semanario El Comunista. Tras el estallido de la guerra civil española en julio de 1936, Solano representó a la JCI en la dirección del POUM y encabezó el semanario Juventud Comunista. En noviembre de 1936 fue elegido secretario general del Buró Internacional de Organizaciones Juveniles Revolucionarias.
Solano consiguió escapar de la represión contra el POUM tras las Jornadas de mayo de 1937 y la ilegalización de su partido el 16 de junio del mismo año. Contribuyó a fundar el segundo Comité Ejecutivo, éste de carácter clandestino, con otros dirigentes fugados. En unas condiciones duramente represivas, este comité organizó la resistencia a la persecución contra el POUM y una campaña internacional de apoyo a su líder, Andreu Nin, y a otros militantes encarcelados. Durante este periodo editó además el periódico clandestino Juventud Obrera.
En abril de 1938 fue detenido junto a otros líderes del POUM y encarcelado en la Cárcel Modelo de Barcelona por las autoridades del Gobierno de Negrín. Iba a ser enjuiciado en el segundo proceso contra el POUM, lo que nunca ocurrió debido a la caída de Barcelona ante las tropas nacionales. Solano escapó de la ciudad y en febrero de 1939 consiguió exiliarse en Francia.

### Exilio
Solano pasó varios meses viviendo en París y Chartres, y junto a otros dirigentes poumistas intentó reconstituir el partido, con un ala en el exilio y otra activa dentro de España, así como mantener los vínculos con otras organizaciones.
En 1941, después de que la Alemania Nazi conquistara y ocupara Francia, Solano fue detenido en Montauban y condenado a veinte años de trabajos forzados por un tribunal del Régimen de Vichy. Fue liberado el 19 de julio de 1944 por la Resistencia francesa. Se unió a ella y junto a militantes del POUM y la CNT fundó una unidad española del maquis: el Batallón Libertad. En 1945, tras el fin de la Segunda Guerra Mundial, pasó a dedicarse a la organización del POUM y al restablecimiento de su órgano oficial, La Batalla.
En 1947, tras un viaje clandestino a Madrid y Cataluña, Solano fue elegido secretario general del POUM en la conferencia general celebrada en Toulouse, a la que asistieron delegados de la organización ilegal española así como de los grupos en el exilio en Francia, Norte de África y América Latina.
Durante el exilio, además de la edición de La Batalla, considerada una de las mejores publicaciones de la emigración española, Solano fundó Tribuna Socialista, una revista con un notable seguimiento en España en una época en que la resistencia a la dictadura franquista alcanzaba cotas muy débiles. Además, participó en numerosas actividades internacionales y, en particular, en la creación del Movimiento por los Estados Unidos de Europa, una de las primeras organizaciones paneuropeas de postguerra, así como en el Congreso de los Pueblos Antiimperialistas, que reunió a muchos de los de África y Asia.
Profesionalmente, Solano trabajó como periodista para la Agencia France-Presse entre 1953 y 1981. En 1975-1976, cuando el POUM se situaba en medio de una crisis acerca de su orientación en la naciente Transición española, se opuso a la disolución del partido y a su entrada en el campo de la socialdemocracia (en el Partido Socialista Obrero Español y el Partido de los Socialistas de Cataluña). Pugnó por que Tribuna Socialista se convirtiera en la revista del POUM y expresó su apoyo al reagrupamiento de las organizaciones marxistas revolucionarias, lo que se intentaría con el Frente por la Unidad de los Trabajadores, que consiguió exiguos resultados electorales en las elecciones generales de 1977.

### Últimos años
En la década de 1980, fue uno de los fundadores de la Fundación Andreu Nin, que se especializó en la total recuperación de la trayectoria política del revolucionario catalán y en la clarificación del misterio de su muerte a manos del NKVD, de la defensa de la ideología marxista y el diálogo entre todas las tendencias del movimiento obrero socialista. Solano es autor de una biografía de Nin, una historia de la JCI y de numerosos ensayos sobre el POUM, el exilio de los revolucionarios españoles en Francia y de los problemas relacionados con la caída del URSS y el colapso del estalinismo. Fue uno de los principales consejeros y colaboradores de la película dirigida por Ken Loach, Tierra y Libertad, y del documental de TV3 sobre el asesinato de Andreu Nin, Operación Nikolái. En 1999, publicó un estudio amplio sobre el POUM y el papel de Nin en la Revolución española, el POUM en la Historia. Andreu Nin y la revolución española.
Su fondo personal se encuentra depositado en el Biblioteca del Pabellón de la República de la Universidad de Barcelona. Consta de documentación diversa de Wilebaldo Solano, escritos suyos, documentos pertenecientes a diversas instituciones políticas y culturales, y recortes de prensa. Además, el Archivo Nacional de Cataluña custodia una parte importante de su documentación no personal, relativa a sus funciones de secretario general del POUM y de la Juventud Comunista Ibérica, así como otros documentos políticos de interés histórico.